# Limassol
Limassol (grč. Λεμεσός, Lemesós) je s preko 200.000 stanovnika drugi grad po veličini na Cipru. Najvažnija je ciparska luka i jedna od najvažnijih luka na Mediteranu (strateški značajan položaj na jugu otoka na putu između Sueskog kanala i Europe). Također je vrlo značajan turistički centar. U okolici je značajan uzgoj vinove loze i proizvodnja vina. Postoje rudnici kroma i azbesta.

## Povijest
Limassol je sagrađen između antičkih gradova Amathus i Kourion. Postoji značajna bizantska utvrda (za vrijeme Bizanta se je grad zvao Neapolis - novi grad). Neapolis je bio značajna biskupija (poznat je biskup Leontis iz Neapolisa iz 7. st. 1191. godine se engleski kralj Rikard I. Lavljeg Srca iskrcao kod Limassola na putu u križarski rat jer ga je zahvatila oluja. Napao je bizantskog guvernera Isaka Komnena i zauzeo otok za Engleze. Rikard je razorio grad Amathus i stanovnike preselio u Limassol. U njemu je proslavio svoje vjenčanje s Berengarie od Navarre.
Limassol je u kasnijem razdoblju bio glavna baza križarima na putu u Svetu zemlju. 1228. se tamo iskrcao Fridrik II., car Svetog Rimskog Carstva koji je napao Cipar. 1424. i 1426. su Cipar napali Mameluci iz Egipta i razorili Limassol. 1489. su Cipar kupili Mlečani i oni su razorili tvrđavu u Limassolu jer ju nisu smatrali značajnom.
1570. su Cipar napali Turci i priključili ga Osmanskom Carstvu. Limassol se predao nakon kratke borbe. Nakon toga se u grad doseljava mnogo Turaka, te u njemu nastaju grčke i turske četvrti. Početkom 19. st. jača grčki kulturni identitet i borba za nacionalnu samostalnost. 1819. je u Limassolu otvorena prva grčka škola.
1878. su Cipar zauzeli Englezi. Engleski guverner Limassola Warren radi na obnovi i modernizaciji grada. Početkom 20. st. se otvaraju hoteli i jače razvija turizam. Nakon 2. svj. rata se u sklopu nezavisnog Cipra razvija moderna luka.

## Zemljopis
Limassol se nalazi na krajnjem jugu otoka u blizini rta Akrotiri (tamo je smještena britanska vojna baza te je Akrotiri sastavni dio Ujedinjenog Kraljevstva). Grad se nalazi uz granicu britanske vojne baze i strateški je značajna luka na jugu Cipra. Jugozapadno od grada se nalazi slano jezero Aliki. Klima je sredozemna s vrlo malom količinom padalina (ljeti gotovo uopće nema padalina).

## Znamenitosti
Značajna je bizantska tvrđava sagrađena oko 1000. godine u kojoj se nalazi muzej srednjeg vijeka. Zanimljiv je arheološki muzej s nalazima iz prapovijesti. Nedaleko od grada se nalazi znamenito arheološko nalazište Choirokoitia (Kirokitia) pod zaštitom UNESCO-a. Kirokitia se smatra jednim od prvih stalno naseljenih mjesta u povijesti i jednim od najvažnijih neolitskih nalazišta na istočnom Sredozemlju.
Limassol je značajan turistički centar s brojnim plažama i parkovima. U parkovima postoje brojne skulpture. Zanimljiv je muzej folklorne umjetnosti.

## Gospodarstvo
Limassol je najvažnija luka na Cipru i jedna od najvažnijih tranzitnih luka na Sredozemlju. Osim lučkih djelatnosti značajan je turizam koji se posebno razvija nakon turske okupacije sjevera Cipra kad su okupirana najvažnija ljetovališta. U okolici grada se nalaze brojni vinogradi, tako da je Limassol centar proizvodnje vina na Cipru. Razvijena je trgovina povezana s lukom.

## Gradovi prijatelji
- Nanjing, Kina
- Aleksandrija, Egipat
- Marseille, Francuska
- Niederkassel, Njemačka
- Heraklion, Grčka
- Patras, Grčka
- Rodos, Grčka
- Solun, Grčka
- Haifa, Izrael
- Tel Aviv, Izrael